# ولی‌آباد (زهرای پائین)
ولی‌آباد (بوئین‌زهرا)، روستایی از توابع بخش مرکزی شهرستان بوئین‌زهرا در استان قزوین ایران است. فامیل‌های دودانگه و جوشقانی بیشترین فراوانی را دارند شغل اصلی مردم این روستا باغداری و دامداری است محصول اصلی این روستا پسته از جنس پسته قزوین است.

## جمعیت
این روستا در دهستان زهرای پایین قرار دارد و براساس سرشماری مرکز آمار ایران در سال ۱۳۸۵، جمعیت آن زیر ۱۰۰۰ خانوار بوده است.